# Live at the 1964 Monterey Jazz Festival
Live at the 1964 Monterey Jazz Festival ist ein posthum erschienenes Album von Thelonious Monk. Die Aufnahmen, die auf dem Monterey Jazz Festival am 20. September 1964 entstanden waren, erschienen 2007 als Compact Disc bei Monterey Jazz Festival Records (Concord Music Group).

## Hintergrund
Thelonious Monk hatte 1963 beim Monterey Jazz Festival gespielt und für so viel Aufsehen gesorgt, das er im folgenden Jahr wieder eingeladen wurde. Sieben Monate vor diesem Konzert beim legendären Monterey Festival war Monk auf dem Cover des Time Magazins erschienen. Sein Quartett bestand aus Charlie Rouse am Tenorsaxophon, Ben Riley am Schlagzeug und für John Ore sprang an diesem Tag der Bassist Steve Swallow ein, der mit Art Farmer, zu dessen Band Swallow damals gehörte, ebenfalls bei der Veranstaltung auftrat. Bei den letzten beiden Titeln wurde die Band zu einem Nonett erweitert, das von dem kalifornischen Musiker Buddy Collette geleitet wurde und Big-Band-Arrangements von Monks Musik spielte. Das Repertoire für dieses Konzert bestand aus Blue Monk, Evidence, Bright Mississippi, Rhythm-a-ning und dann mit den fünf zusätzlichen Bläsern Think of One und Straight No Chaser.

## Editorischer Hinweis
Straight No Chaser erschien auch auf der Columbia-3-CD-Edition Thelonious Monk: The Columbia Years ’62-’68 (COL 503046 2, 2001).

## Titelliste
- Thelonious Monk – Live at the 1964 Monterey Jazz Festival (Monterey Jazz Festival Records MJFR-30312)[4]
  1. Blue Monk, 10:39
  2. Evidence, 10:04
  3. Bright Mississippi, 9:36
  4. Rhythm-A-Ning, 8:43
  5. Think of One, 9:00
  6. Straight, No Chaser, 11:03
- Alle Kompositionen stammen von Thelonious Monk.

## Rezeption

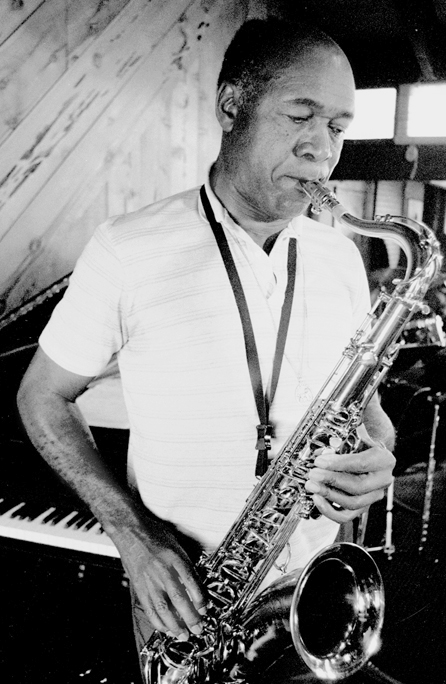
Buddy Collette, 2010

Michael G. Nastos vergab an das Album in AllMusic 3½ (von fünf) Sterne und meinte: „Dies ist ein faszinierendes Dokument, das keineswegs unbedingt erforderlich ist, aber einzigartig neben den vielen Live-Aufnahmen, die Monk in diesem historischen Jahr seiner späten Karriere gemacht hat.“
Will Layman schrieb in Pop Matters: „Ehrlich gesagt, so gut es auch ist, diese Musik ist keine Offenbarung. Es ist einfach eine großartige Leistung von Monk aus dieser Zeit. Während es etwas Neues ist, die Gruppe mit dem Ersatzbassisten Swallow zu hören, ist der Charakter der Musik identisch mit den feinen Alben, die um diese Zeit auf Columbia Records gemacht wurden.“ Es war ein großartiges Konzert des Thelonious Monk Quartetts, meinte Layman; es wäre toll gewesen, dort gewesen zu sein, und man könne die Erfahrung jetzt noch einmal erleben.
Greg Camphire ging in seiner Rezension für All About Jazz näher auf die Beiträge des von Buddy Collette geleiteten MJF Workshop Orchesters ein; er fand, „angesichts der Möglichkeiten, fünf zusätzliche Bläser zu haben, die tief in die dichten harmonischen Rahmenbedingungen von Monk eintauchen“, sei es etwas enttäuschend, die nur durchschnittlichen Ergebnisse zu hören. „Während das zusätzliche Blech den Melodie-Statements etwas Kraft verleiht, wirken ihre lässigen Hintergrund-Interpunktionen ansonsten eher als flüchtige Skizzen denn als vollständig integrierte Arrangements.“ Der Autor vermutet, dass die Zusammenarbeit mit Monk eher hastig stattfand. Dennoch seien die Beiträge der Trompeter Bobby Bryant und Melvin Moore besonders hervorzuheben, „die sich beide mit heißen, energiegeladenen Soli voller Wagemut und Showmanier der Herausforderung stellen.“